# Garmin

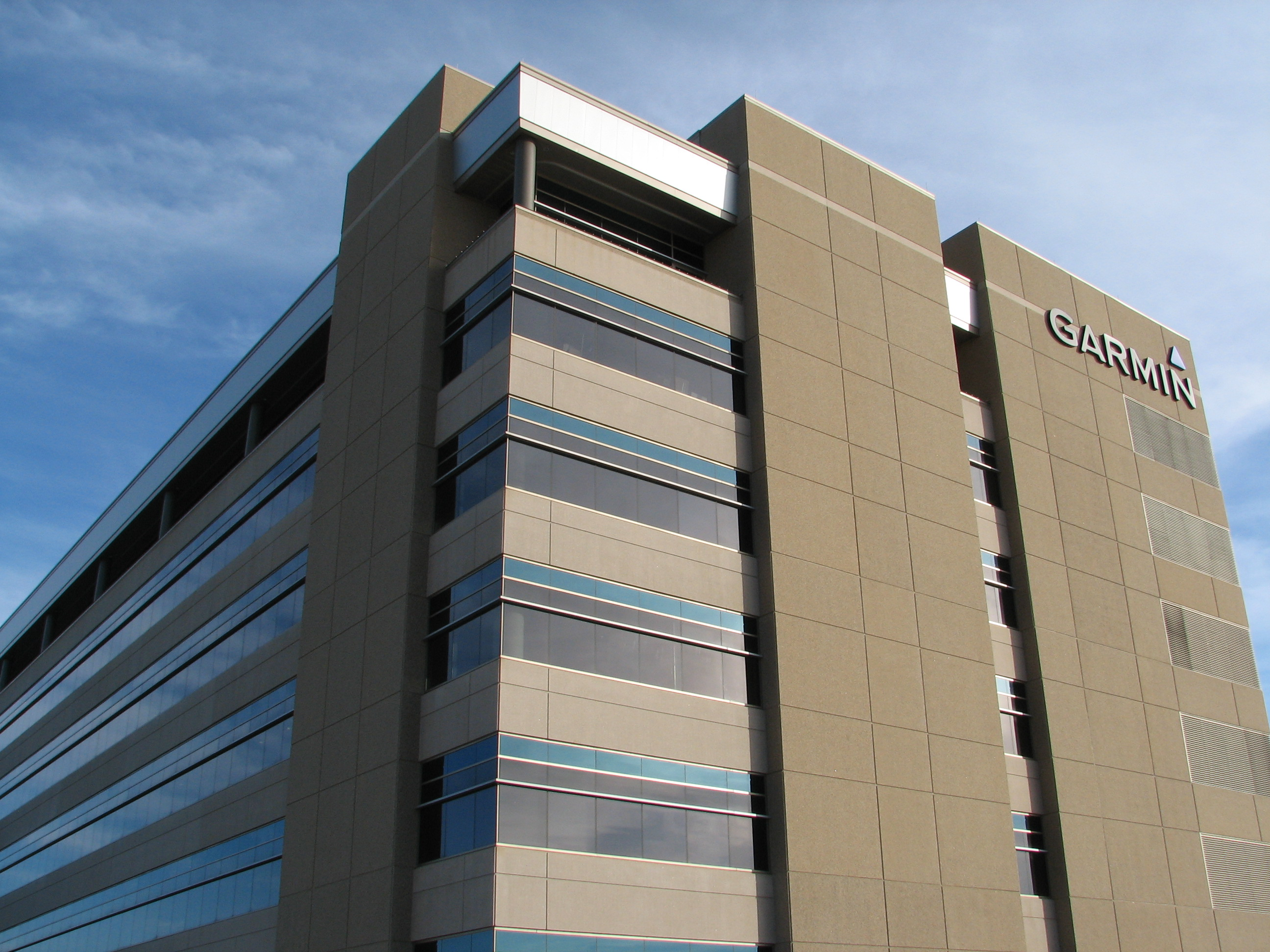
Siedziba Garmin Inc. w Olathe

Garmin Ltd. – amerykańskie przedsiębiorstwo elektroniczne z siedzibą w Szafuzie w Szwajcarii, ze spółkami zależnymi o tej samie nazwie obecnymi w różnych krajach, w tym także w Polsce (Garmin Poland). Głównymi produktami produkowanymi przez przedsiębiorstwo są odbiorniki GPS oraz urządzenia wearables.
Firma została założona w 1989 roku w Olathe, USA, gdzie znajduje się nadal siedziba Garmin International, Inc. Przedstawicielstwo europejskie (Garmin (Europe) Ltd.) znajduje się w Southampton w Wielkiej Brytanii, a azjatyckie (Garmin (Asia) Corporation) na Tajwanie. W Niemczech Garmin Ltd. jest reprezentowany przez Garmin Deutschland GmbH z siedzibą w Graefelfing, a od września 2011 w Garching bei München.
Garmin produkuje odbiorniki GPS do transportu powietrznego, drogowego, motorowego i wodnego, a także dla turystów i sportowców.